# Лорі червоний
Лорі червоний (Eos bornea) — вид папугоподібних птахів родини Psittaculidae. Ендемік Індонезії.

## Поширення
Поширений на Молуккських островах. Інтродукований до Сінгапуру та Тайваню. Переважно населяють тропічні ліси та мангрові зарості до висоти 1250 м над рівнем моря.

## Опис
Червоний лорі має довжину близько 31 см і важить від 30 до 300 грамів. Оперення переважно червоний, а його верхня частина оперення повністю червоне. Має червоні, сині та чорні відмітини на спині та крилах, а хвіст бордовий із синіми частинами. Його дзьоб помаранчевий, а ноги сірі. Очі червоні. Голої шкіри біля основи нижньої щелепи немає.